# ГЭС Яли
ГЭС Яли (вьет. Công ty Thủy điện Ialy) — крупная гидроэлектростанция плотинного типа, расположенная на границе провинций Зялай и Контум во Вьетнаме.
Проектированием ГЭС Яли занимался НИИ Гидропроект, а в самом строительстве принимала участие компания «Технопромэкспорт». Крановое оборудование и силовые трансформаторы были поставлены украинскими производителями.
Необычность этой электростанции состоит в том, что машинный и трансформаторный залы находятся под землёй, на расстоянии 3,75 км от водоприёмника — вода поступает от него к турбинам по подземным подводящим тоннелям.